# Вернисаж (Находка)
Вернисаж — муниципальная картинная галерея в Находке, открыта в 2007 году при поддержке меценатов Находки — любителей изобразительного искусства. Помещение галереи составляет 300 м². Галерея расположена в районе Центральной площади города.

## Выставки
Выставки новых работ в галерее проходят ежемесячно. В мае 2008 года здесь проходила выставка известного приморского художника-мариниста из посёлка Преображение Валерия Шиляева. Несколько картин автора посвящены кораблю-первооткрывателю бухты Находка — корвету «Америка» в заливе Находка.

## Фонды
В фондах «Вернисажа» в 2009 году было собрано почти 300 картин, многие из которых были переданы галерее музейно-выставочным центром «Находка». Среди произведений фондов — живопись, графика, скульптура мастеров из Находки и других городов Дальнего Востока. Большинство работ было выполнено в 1960-1980-е годы. Фонды галереи регулярно пополняются новыми картинами после проведения каждой новой выставки — за счёт муниципальных средств и в качестве подарков художников. Первая выставка экспонатов фондов галереи прошла в 2009 году. В год открытия галереи администрация города приобрела 4 картины известного удэгейского художника из села Красный Яр — Ивана Дункая, выставка работ которого проходила в «Вернисаже». В 2008 году известный находкинский художник (председатель Находкинского отделения Союза художников России) Виталий Лаханский передал свои работы, посвящённые городу, в дар галерее.